# Ernst Strohschneider

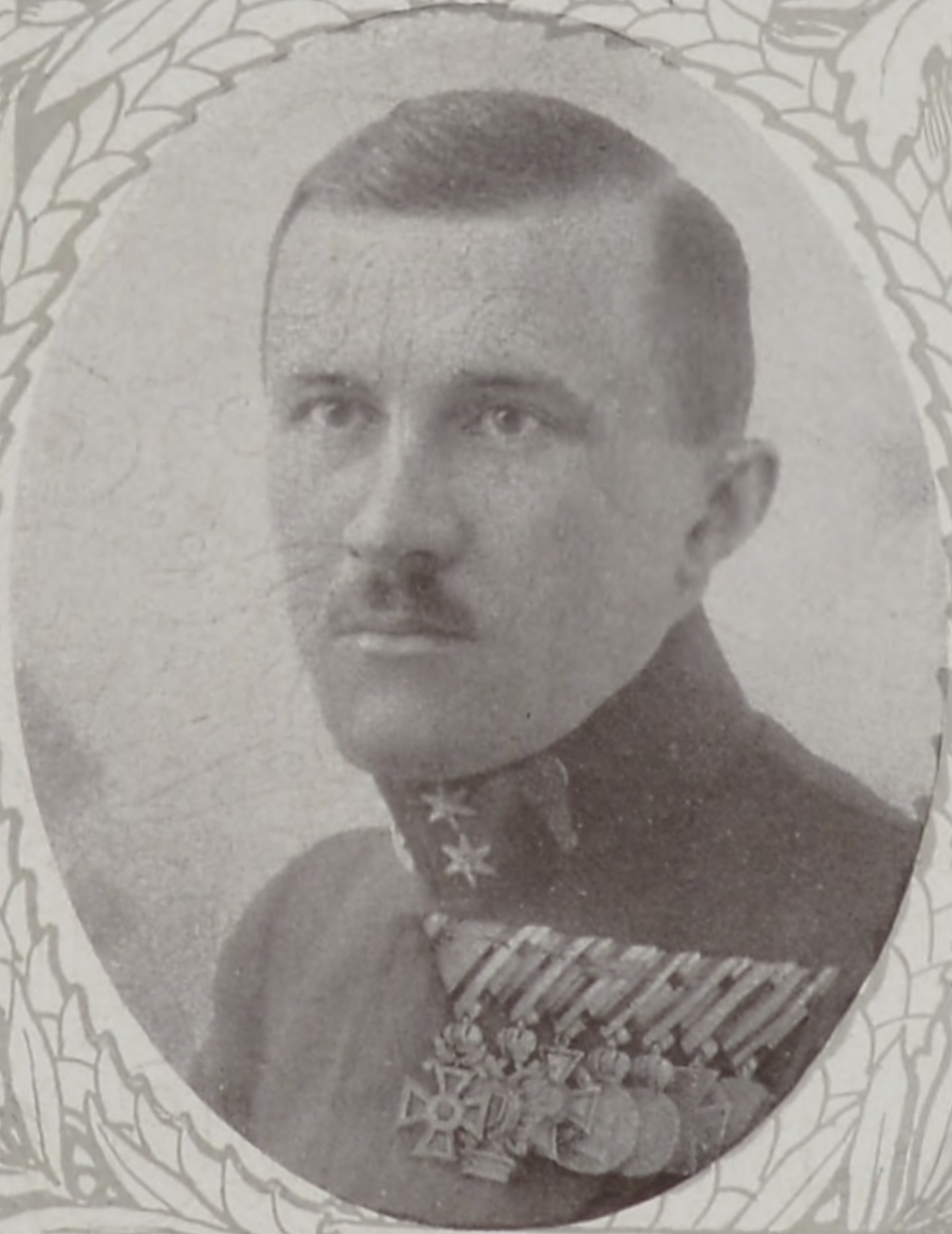
Ernst Strohschneider (ca. 1917)

Ernst Strohschneider (* 6. September 1886 in Aussig, Böhmen, Österreich-Ungarn; † 20. oder 21. März 1918 bei Motta di Livenza, Italien) war ein Offizier und Jagdflieger der k.u.k. Luftfahrtruppen im Ersten Weltkrieg.

## Leben
Bei Beginn des Krieges war Strohschneider Leutnant in der Reserve beim Infanterieregiment 28 der k.u.k. Armee und war anfangs an der Front gegen Serbien eingesetzt. Nach einer Verwundung wurde er in das Infanterieregiment 42 versetzt, das in den Karpaten an der Ostfront kämpfte. Im Februar 1915 erlitt er erneut eine Verwundung und bei seiner Rückkehr in den Dienst erhielt er das Kommando über eine Maschinengewehrabteilung im selben Regiment. Seine dritte Verwundung erfolgte im September, infolge deren Strohschneider nicht mehr frontverwendungsfähig war und sich freiwillig zu den Luftfahrtruppen meldete.
Strohschneider wurde zum Beobachter ausgebildet und der Fliegerkompanie Flik 23 im Trentino unter dem Kommando von Heinrich Kostrba zugeteilt. Seine Aufgaben waren Aufklärungsflüge und Bombenangriffe. Seine nächste Einheit war die Fliegerkompanie Flik 28 an der Isonzofront. Bald nach seiner Zuweisung zu Flik 28 erhielt er Flugtraining und wurde zum Fluggeschwader 1, der späteren Großflugzeugkompanie Flik 101G, nach Divacco versetzt. Dort eskortierte er Großflugzeuge bei Bombenangriffen mit einer Hansa-Brandenburg D.I. Im August 1917 wurde Strohschneider erneut versetzt, diesmal zur Jagdfliegerkompanie Flik 42J an der Isonzofront. Hier errang er den größten Teil seiner Luftsiege. 
Im Jänner 1918 übernahm Strohschneider das Kommando über die Jagdfliegerkompanie Flik 61J bei Motta di Livenza. Kurz danach übernahm er mit Flik 63J ein zweites Kommando, nachdem deren Kommandant bei einem Unfall schwer verletzt wurde.
In der Nacht vom 20. auf den 21. März führte Strohschneider eine Gruppe von fünf Flugzeugen in einem Bombenangriff auf italienische Stellungen bei Zenson. Bei der Rückkehr starb Strohschneider bei der Bruchlandung mit seinem Flugzeug.